# دی‌متیل استیلن‌دی‌کربوکسیلات
دی‌متیل استیلن‌دی‌کربوکسیلات (به انگلیسی: Dimethyl acetylenedicarboxylate) با فرمول شیمیایی C۶H۶O۴ یک ترکیب شیمیایی است. که جرم مولی آن ۱۴۲٫۱۱ g/mol می‌باشد. شکل ظاهری این ترکیب، مایع بی‌رنگ است.